# Kreisgericht Suhl (Preußen)
Das Kreisgericht Suhl war von 1849 bis 1879 ein preußisches Kreisgericht mit Sitz in Suhl. 

## Geschichte
Die „Verordnung über die Aufhebung der Privatgerichtsbarkeit und des eximierten Gerichtsstandes sowie über die anderweitige Organisation der Gerichte“ vom 2. Januar 1849 hob dann auch die Patrimonialgerichtsbarkeit auf. Gleichzeitig wurde das Appellationsgericht Naumburg geschaffen, dem Kreisgerichte, darunter das Kreisgericht Suhl zugeordnet waren. Sein Sprengel umfasste den Kreis Schleusingen mit 36.274 Gerichtseingesessenen (1849).
Eine Gerichtskommission wurde in Schleusingen eingerichtet.
Mit den Reichsjustizgesetzen wurden die Gerichte im Deutschen Reich vereinheitlicht. Das Kreisgericht Suhl wurde 1879 aufgehoben. Neu eingerichtet wurde nun das Amtsgericht Suhl im Bezirk des Landgerichtes Meiningen.

## Gerichtskommission Schleusingen
Die Gerichtskommission Schleusingen war für die Orte des bisherigen Land- und Stadtgerichts Schleusingen zuständig. Dieser Sprengel umfasste 1849 13.808 Gerichtseingesessene. 1879 wurde die Gerichtskommission aufgehoben und das Amtsgericht Schleusingen gebildet.